# Itacaré
Itacaré is een gemeente en stad in de Braziliaanse deelstaat Bahia. De gemeente telt volgens de gegevens van het Instituto Brasileiro de Geografia e Estatística in 2021 29.051 inwoners.
Itacaré ligt aan de Atlantische Oceaankust, 70 km ten noorden van Ilhéus. De stad ontstond aan de monding van de Rio de Contas, die ontspringt in de Chapada Diamantina en vandaar oostwaarts naar de oceaan stroomt. Itacaré heeft ongeveer 27.000 inwoners. Hiervan woont ongeveer de helft in het landelijke binnenland. De stad maakte deel uit van São Jorge dos Ilhéus, een van de 13 oorspronkelijke Portugese koloniale kapiteinschappen gesticht in 1532. Itacaré werd voor het eerst officieel erkend in 1732 als de Vila de São Miguel da Barra do Rio de Contas. Het dorp werd gesticht door de jezuïeten die werkten om inheemse stammen van het gebied zoals de Pataxós, Tupiniquins en Aimorés te bekeren en te koloniseren. De stad was een beruchte ontmoetingsplaats voor Nederlandse en Portugese piraten tijdens de vroege koloniale periode en werd later een knooppunt voor de cacaoteelt en een haven voor walvisvaarders. In 1881 kreeg het de status van stad.
De grootste economische bloei kwam van de productie van cacao (Theobroma cacao) in de 19e en 20e eeuw. Cacao werd verder geteeld in het binnenland en Itacaré was een belangrijke haven voor de export van de cacaobonen naar producenten in Europa. Het was in deze tijd dat een aantal neokoloniale huizen en pakhuizen werden gebouwd langs het rivierfront die nog steeds het historische centrum van de stad kenmerken. Naarmate het wegen- en spoorwegnet zich uitbreidde en de haven in het nabijgelegen Ilhéus werd uitgebreid, nam het belang van Itacaré als haven af. De bouw van twee dammen stroomopwaarts op de Rio de Contas in de jaren 1960 leidde er ook toe dat de haven dichtslibde, waardoor het voor grotere schepen moeilijker werd om aan te meren.
De genadeklap voor de cacao-industrie in de regio was de enorme plaag van Vassoura de Bruxa (heksenbezem) die de cacaogewassen van de regio in de jaren 1980 verwoestten. Sindsdien is Itacaré vooral afhankelijk van het toerisme. Het is een populaire bestemming voor surfers, wandelaars en ecotoeristen.
De bouw van de BR001 in 1998 die Itacaré verbond met de luchthaven in Ilhéus bracht een verhoogde groei van het toerisme en leidde tot de ontwikkeling van tal van nieuwe wijken naarmate de stad zich uitbreidde. De stad heeft een reeks prachtige kleine baai-achtige stranden, evenals Itacarezinho en andere pittoreske stranden verder zuidwaarts langs de kust. Itacaré ligt landinwaarts aan de rand van een nationaal park, een van de laatste grote uitgestrekte Atlantische regenwouden in Brazilië.